# Camões pris

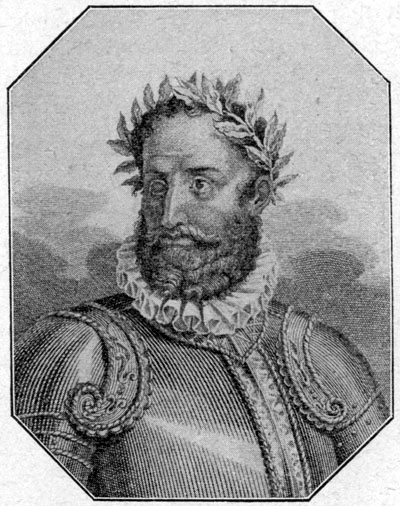
Luís de Camões

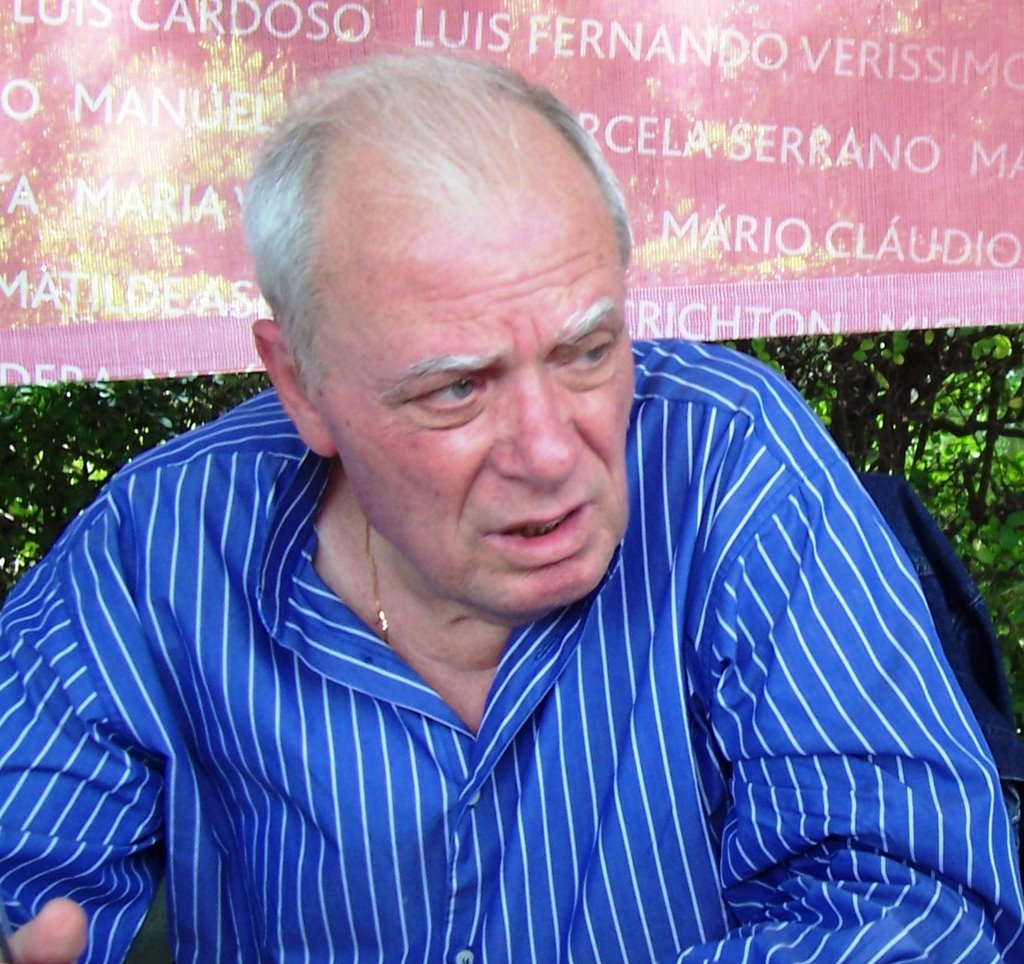
António Lobo Antunes.

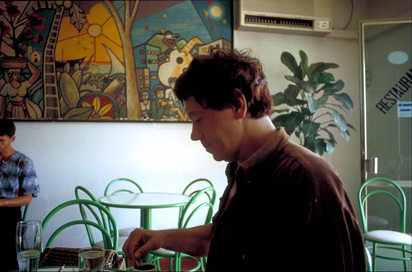
Arménio Vieira

Camões pris (Prémio Camões), är den förnämsta litterära utmärkelsen som utdelas till en författare som skriver på det portugisiska språket.
Priset är uppkallat efter författaren Luís de Camões, och utdelas årligen i samarbete mellan Portugal och Brasilien.

## Pristagare
| År   | Författare                                            | Nationalitet  |
| ---- | ----------------------------------------------------- | ------------- |
| 1989 | Miguel Torga                                          | Portugal      |
| 1990 | João Cabral de Melo Neto                              | Brasilien     |
| 1991 | José Craveirinha                                      | Moçambique    |
| 1992 | Vergílio Ferreira                                     | Portugal      |
| 1993 | Rachel de Queiroz                                     | Brasilien     |
| 1994 | Jorge Amado                                           | Brasilien     |
| 1995 | José Saramago                                         | Portugal      |
| 1996 | Eduardo Lourenço                                      | Portugal      |
| 1997 | Pepetela (Artur Pestana dos Santos)                   | Angola        |
| 1998 | António Cândido                                       | Brasilien     |
| 1999 | Sophia de Mello Breyner                               | Portugal      |
| 2000 | Autran Dourado                                        | Brasilien     |
| 2001 | Eugénio de Andrade                                    | Portugal      |
| 2002 | Maria Velho da Costa                                  | Portugal      |
| 2003 | Rubem Fonseca                                         | Brasilien     |
| 2004 | Agustina Bessa-Luís                                   | Portugal      |
| 2005 | Lygia Fagundes Telles                                 | Brasilien     |
| 2006 | José Luandino Vieira (tackade nej av personliga skäl) | Angola        |
| 2007 | António Lobo Antunes                                  | Portugal      |
| 2008 | João Ubaldo Ribeiro                                   | Brasilien     |
| 2009 | Arménio Vieira                                        | Kap Verde     |
| 2010 | Ferreira Gullar                                       | Brasilien     |
| 2011 | Manuel António Pina                                   | Portugal      |
| 2012 | Dalton Trevisan                                       | Brasilien     |
| 2013 | Mia Couto                                             | Moçambique    |
| 2014 | Alberto da Costa e Silva                              | Brasilien     |
| 2015 | Hélia Correia                                         | Portugal      |
| 2016 | Raduan Nassar                                         | Brasilien     |
| 2017 | Manuel Alegre                                         | Portugal      |
| 2018 | Germano Almeida                                       | Kap Verde     |
| 2019 | Chico Buarque                                         | Brasilien     |
| 2020 | Vítor Manuel de Aguiar e Silva                        | Portugal      |
| 2021 | Paulina Chiziane                                      | Moçambique    |
| 2022 | Silviano Santiago                                     | Brasilien[1]  |
| 2023 | João Barrento                                         | Portugal [2]  |
| 2024 | Adélia Prado                                          | Brasilien [3] |